# Рекорди европских првенстава у атлетици за млађе сениоре
Европско првенство у атлетици за млађе сениоре (У-23) је двогодишња манифестација која се одржава од 1997. године у Турку (Финска). На Првенству могу учествовати само спортисти који представљају једну од атлетских организација чланица Европске Атлетске Асоцијације ЕАА, који у години првенства имају 20, 21 или 22 навршене године живота. Најбољи резултати у појединим дисциплинама првенства воде се као рекорди европских првенстава у атлетици за млађе сениоре (У-23), а верификује их ЕАА.
Закључно са Првенством 2025. у Бергену рекорди првенстава се воде у 46 атлетске дисциплине (23 мушке и 23 женске). Дисциплине ходања на 10.000 метара (на стадиону) и 20 километара (ван стадиона, на друму) код мушкараца и код жена не одржавају се оба истовремено на једном европском првенству.
Рекорде старе 28 година држе Чехиња Хана Бенешова у трци на 200 м., Рускиња Олга Панфјорова у ходању на 10 км и Летонац Ајгар Фајејев ходању на 20 км. Сва три рекорда су постигнута на првом првенству 1997. и до данас нису оборени.

## Рекорди Првенстава Европе за млађе сениоре

### Мушкарци
| Дисциплина       | Рекорд           | Такмичар                                                      | Земља                | Датум            | Првенство | Место                | Реф.   |
| ---------------- | ---------------- | ------------------------------------------------------------- | -------------------- | ---------------- | --------- | -------------------- | ------ |
| 100 м            | 10,04 (+1,0 м/с) | Џеремаја Азу                                                  | Уједињено Краљевство | 13. јул 2023.    | 2023      | Еспо, Финска         | [ 1 ]  |
| 200 м            | 20,33 (+1,6 м/с) | Јан Волко                                                     | Словачка             | 15. јул 2017.    | 2017      | Бидгошч, Пољска      | [ 2 ]  |
| 400 м            | 44,82            | Јонас Пхијферс                                                | Холандија            | 19. јул 2025.    | 2025      | Берген, Норвешка     | [ 3 ]  |
| 800 м            | 1:44,06          | Франческо Перничи                                             | Италија              | 18. јул 2025.    | 2025      | Берген, Норвешка     | [ 4 ]  |
| 1.500 м          | 3:38,94          | Волфрам Милер                                                 | Немачка              | 14. јул 2001.    | 2001      | Амстердам, Холандија |        |
| 5.000 м          | 13:20,16         | Али Каја                                                      | Турска               | 11. јул 2015.    | 2015      | Талин, Естонија      | [ 5 ]  |
| 10.000 м         | 27:53,38         | Али Каја                                                      | Турска               | 9. јул 2015.     | 2015      | Талин, Естонија      | [ 6 ]  |
| 110 м препоне    | 13,22 (+0,3 м/с) | Саша Жоја                                                     | Француска            | 13. јул 2023     | 2023      | Еспо, Финска         | [ 7 ]  |
| 400 м препоне    | 48,01            | Ове Фишер-Брајхолц                                            | Немачка              | 19. јул 2025.    | 2025      | Берген, Норвешка     | [ 8 ]  |
| 3.000 м препреке | 8:20,17          | Мацеј Међјер                                                  | Пољска               | 20. јул 2025.    | 2025      | Берген, Норвешка     | [ 9 ]  |
| Скок увис        | 2,36             | Александер Валеријанчук                                       | Пољска               | 20. јул 2003.    | 2003      | Бидгошч, Пољска      |        |
| Скок мотком      | 5,93             | Ромен Меснил                                                  | Француска            | 1. августt 1999. | 1999      | Гетеборг, Шведска    |        |
| Скок удаљ        | 8,37 (+1,1 м/с)  | Еусебио Касерес                                               | Шпанија              | 12. јул 2013.    | 2013      | Тампере, Финска      | [ 10 ] |
| Троскок          | 17,72 (+1,3 м/с) | Шериф ел-Шериф                                                | Украјина             | 17. јул 2011.    | 2011      | Острава, Чешка       | [ 11 ] |
| Бацање кугле     | 21,59            | Конрад Буковјецки                                             | Пољска               | 14. јул 2017.    | 2017      | Бидгошч, Пољска      | [ 12 ] |
| Бацање диска     | 68,34            | Миколас Алекна                                                | Литванија            | 15. јул 2023.    | 2023      | Еспо, Финска         | [ 13 ] |
| Бацање кладива   | 80,88            | Николас Фигер                                                 | Француска            | 15. јул 2001.    | 2001      | Амстердам, Холандија |        |
| Бацање копља     | 84,97            | Ципријан Мржиглод                                             | Пољска               | 13. јул 2019.    | 2019      | Јевле, Шведска       | [ 14 ] |
| Десетобој        | 8.608 поена      | Маркус Рут                                                    | Норвешка             | 15-16. јул 2023. | 2023      | Еспо, Финска         | [ 15 ] |
| 10.000 м ходање  | 39:45,84         | Мазлум Демир                                                  | Турска               | 19. јул 2025.    | 2025      | Берген, Норвешка     | [ 16 ] |
| 20 км ходање     | 1:19:58          | Ајгарс Фадејевс                                               | Летонија             | 10. јун 1997.    | 1997      | Турку, Финска        |        |
| 4 х 100 м        | 38,43            | Максим Ребије Јоран Кабенгеле Кабала Мохамед Бадру Џеф Еријус | Француска            | 20. јул 2025.    | 2025      | Берген, Норвешка     | [ 17 ] |
| 4 х 400 м        | 3:02,02          | Давид Гарсија Анхел Гонзалес Маркел Фернандез Герсон Позо     | Шпанија              | 20. јул 2025.    | 2025      | Берген, Норвешка     | [ 18 ] |

### Жене
| Дисциплина       | Рекорд           | Такмичарка                                                 | Земља                | Датум            | Првенство | Место                | Реф.   |
| ---------------- | ---------------- | ---------------------------------------------------------- | -------------------- | ---------------- | --------- | -------------------- | ------ |
| 100 м            | 11,03 (+1,5 м/с) | Марија Карастамати                                         | Грчка                | 16. јул 2005.    | 2005      | Ерфурт, Немачка      |        |
| 200 м            | 22,57 (+1,7 м/с) | Хана Бенешова                                              | Чешка                | 13. јул 1997.    | 1997      | Турку, Финска        |        |
| 400 м            | 49,74            | Хенријете Јегер                                            | Норвешка             | 19. јул 2025.    | 2025      | Берген, Норвешка     | [ 19 ] |
| 800 м            | 1:57,42          | Одри Веро                                                  | Швајцарска           | 19. јул 2025.    | 2025      | Берген, Норвешка     | [ 20 ] |
| 1.500 м          | 4:04,77          | Амела Терзић                                               | Србија               | 12. јул 2015.    | 2015      | Талин, Естонија      | [ 21 ] |
| 5.000 м          | 15:01.67         | Јасемин Џан                                                | Турска               | 26. јул 2017     | 2017      | Бидгошч, Пољска      | [ 22 ] |
| 10.000 м         | 31:39,34         | Алина Рех                                                  | Немачка              | 12. јул 2019.    | 2019      | Јевле, Шведска       | [ 23 ] |
| 100 м препоне    | 12,68 (+0,0 м/с) | Дитађи Камбунђи                                            | Швајцарска           | 15. јул 2023     | 2023      | Еспо, Финска         | [ 24 ] |
| 400 м препоне    | 54,04            | Емили Њунем                                                | Уједињено Краљевство | 19. јул 2025.    | 2025      | Берген, Норвешка     | [ 25 ] |
| 3.000 м препреке | 9:26,98          | Оливија Гирт                                               | Немачка              | 15. јул 2023.    | 2023      | Еспо, Финска         | [ 26 ] |
| Скок увис        | 2,00             | Јарослава Махућих                                          | Украјина             | 10. јул 2021.    | 2021      | Талин, Естонија      | [ 27 ] |
| Скок мотком      | 4,70             | Ангелина Жук-Краснова                                      | Русија               | 13. јул 2013.    | 2013      | Тампере, Финска      | [ 28 ] |
| Скок удаљ        | 7,05 (+1,1 м/с)  | Дарија Клишина                                             | Русија               | 17. јул 2011.    | 2011      | Острава, Чешка       | [ 29 ] |
| Троскок          | 14,70 (+1,3 м/с) | Кристина Николау                                           | Румунија             | 1. август 1999.  | 1999      | Гетеборг, Шведска    |        |
| Бацање кугле     | 19,73            | Надежда Опстапчук                                          | Белорусија           | 12. јул 2001.    | 2001      | Амстердам, Холандија |        |
| Бацање диска     | 64,40            | Катерина Карсак                                            | Украјина             | 13. јул 2007.    | 2007      | Дебрецин, Мађарска   |        |
| Бацање кладива   | 73,71 м          | Силја Косонен                                              | Финска               | 14. јул 2023.    | 2023      | Еспо, Финска         | [ 30 ] |
| Бацање копља     | 65,60            | Кристин Хусонг                                             | Немачка              | 11. јул 2015.    | 2015      | Талин, Естонија      | [ 31 ] |
| Седмобој         | 6.563 поена      | Сага Ванинен                                               | Финска               | 19-20. јул 2025. | 2025      | Берген, Норвешка     | [ 32 ] |
| 10 км ходање     | 43,33            | Олга Панфјорова                                            | Русија               | 11. јул 1997.    | 1997      | Турку, Финска        | [ 33 ] |
| 20 км ходање     | 1:27:17          | Марија Пономарјова                                         | Русија               | 10. јул 2015.    | 2015      | Талин, Естонија      | [ 34 ] |
| 4 x 100 м        | 42,92            | Ниа Ведербурн-Гудисон Кисива Менса Алисон Бел Саксес Едуан | Уједињено Краљевство | 20. јул 2025.    | 2025      | Берген, Норвешка     | [ 35 ] |
| 4 x 400 м        | 3:26,52          | Ребека Грив Емили Њунем Попи Малик Јеми Мери Џон           | Уједињено Краљевство | 20. јул 2025.    | 2025      | Берген, Норвешка     | [ 36 ] |